# Aleksander Dzasochow
Aleksander Dzasochow (ros. Александр Сергеевич Дзасохов, ur. 3 kwietnia 1934 we Władykaukazie, podówczas Ordżonikidze) - polityk północnoosetyjski, były prezydent Osetii Północnej.
Członek KPZR od 1957. W 1961 ukończył Północnokaukaski Instytut Górniczo-Hutniczy. Do 1963 sekretarz w Komitecie do spraw organizacji młodzieżowych. W latach 1963–1965 głowa delegacji radzieckich naukowców na Kubę. W 1967 r. wybrany pierwszym sekretarzem Radzieckiego Komitetu ds. Solidarności z Krajami Azji i Afryki. Później, w charakterze zastępcy przewodniczącego komitetu pracował do 1986 r. 1986-1988 ambasador nadzwyczajny w Syrii. Następnie pierwszy sekretarz Komitetu Obwodu Północnoosetyńskiego KPZR. W 1990 został wybrany członkiem Prezydium Rady Najwyższej ZSRR, przewodniczącym komitetu ds. międzynarodowych. Od czerwca 1990 r. członek biura politycznego i sekretarz partii komunistycznej.
Na stanowisko prezydenta Północnej Osetii został wybrany 18 stycznia 1998 r. Powtórnie wybrany na to stanowisko 28 stycznia 2002 r. Jego prezydentura zakończyła się 7 czerwca 2005 roku, kiedy nowym prezydentem został Tajmuraz Mamsurow.
Za działalność na polu odrodzenia prawosławia na Kaukazie został odznaczony przez patriarchę Aleksego II orderem Księcia Daniela Moskiewskiego pierwszego stopnia.
Obwiniany jest o liczne zaniedbania, które doprowadziły do tragedii w Biesłanie i śmierci wielu niewinnych osób.
Żonaty, dwóch synów.